# Älta gård

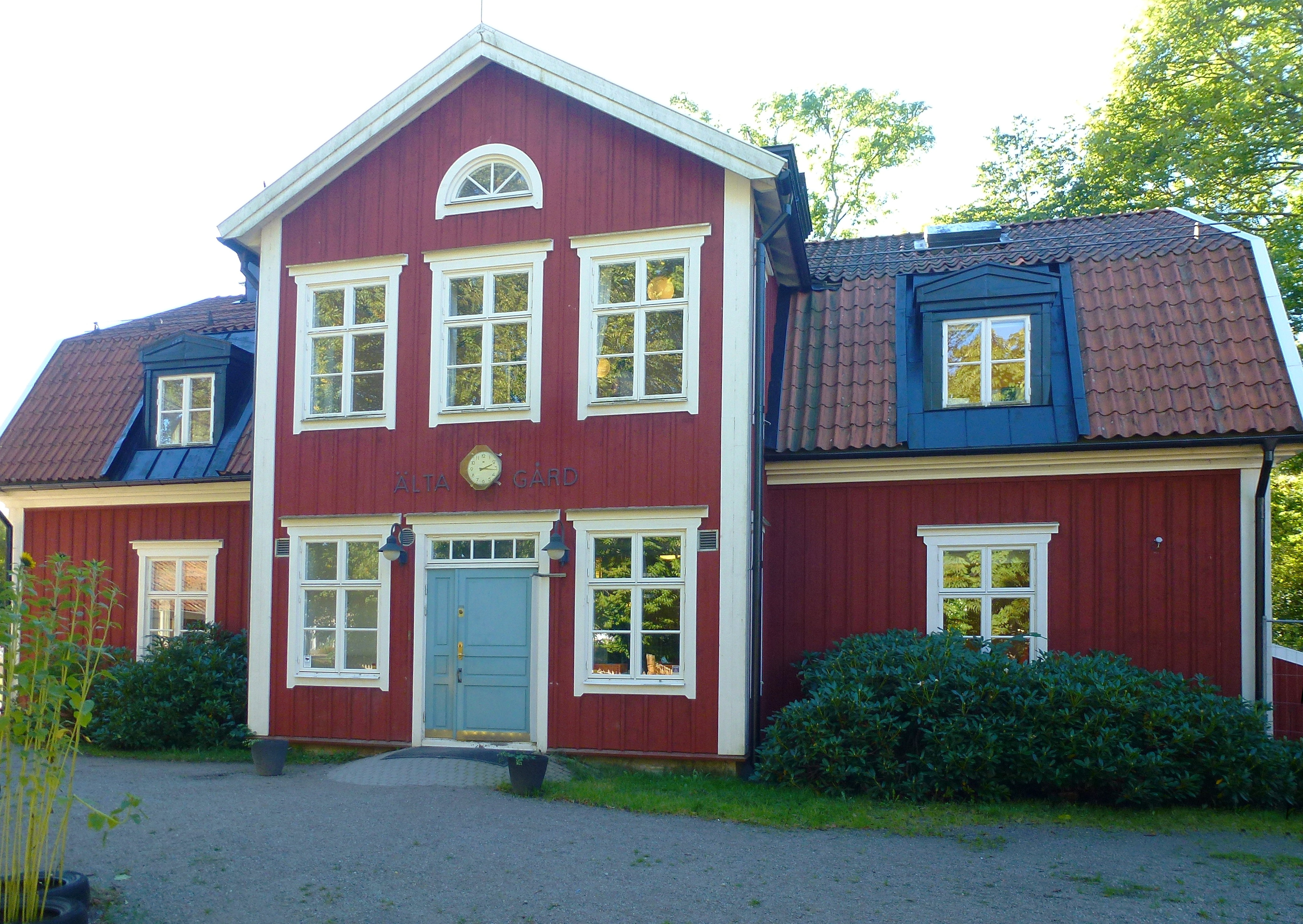
Älta gårds nya huvudbyggnad 2015.

Älta gård var en tidigare herrgård i nuvarande kommundelen Älta i Nacka socken i Nacka kommun, Stockholms län. Huvudbyggnaden revs 1934 och återuppbyggdes år 1996 på flygelns plats med den gamla byggnaden som förlaga. Älta gård gav kommundelen Älta sitt namn och är även namnet på ett bostadsområde i Älta.

## Historik

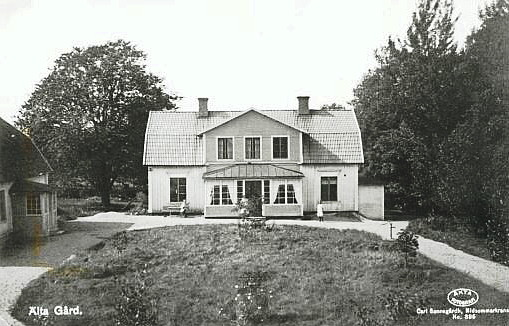
Älta gårds gamla huvudbyggnad ca 1910.

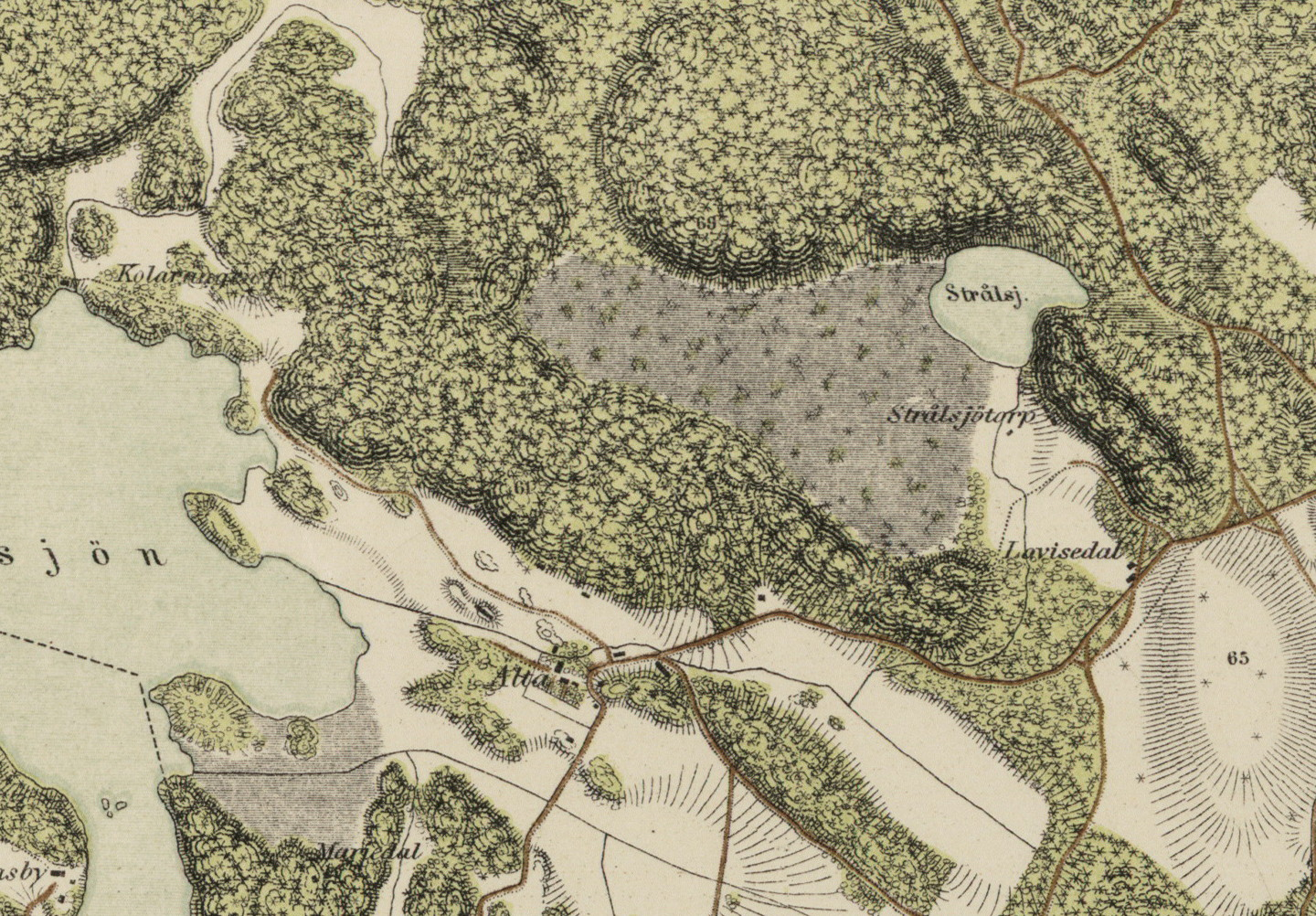
Ålta gård omkring 1860.

Älta gård omnämns skriftligt redan i ett köpebrev från år 1397 då Elpta såldes av väpnaren Blåpanna till köpmannen Rutger Kroell i Stockholm. Under 1500- och 1600-talen hade gården flera ägare. Efter år 1560 låg Älta som frälsehemman under Tyresö slott och drogs in till kronan 1625. På 1620-talet övertogs Älta av friherre Matthias Soop och skrivs Altadh 1642. Under en del av 1700-talet lydde Älta gård under Erstavik och var då ett arrendejordbruk. På 1800-talet blev Älta åter kronohemman. Mellan 1816 och 1834 arrenderades gården av torparparet Bernhard som även brukade torpet Hedvigslund. Torpet finns kvar och gav ett av Ältas bostadsområden sitt namn.
I slutet av 1800-talet började dåvarande ägaren, Franz Witte, att stycka gårdens marker för fritidshus- och villabebyggelse. Witte hade förvärvad Älta 1880 och brukade gården mellan 1890 och 1908. År 1908 övertogs tomtförsäljningen av AB Witte & Co, som fortsatte in på 1930-talet. En av de sista arrendatorerna på Älta var Edvin Landholm, som arrenderade Älta gård fram till 1938. Huvudbyggnaden revs 1934 då den var rötskadad och mögelangripen men återuppbyggdes år 1996 på flygelns plats med den gamla byggnaden som förlaga. Av den ursprungliga inredningen återstår en kakelugn. I gården finns sedan år 2007 en förskola. 
Lovisedalstorpet lydde under Älta och stod ursprungligen i hörnet Erstaviksvägen/Källmossvägen. Torpstugan härrör från 1700-talet och finns fortfarande bevarad. Det lilla huset flyttades på 1990-talet till sin nuvarande plats intill Älta gård och utgör den sydöstra flygeln. Byggnaden, som är Ältas äldsta bevarade, nyttjas av ”Föreningsrådet i Älta”.

## Bilder

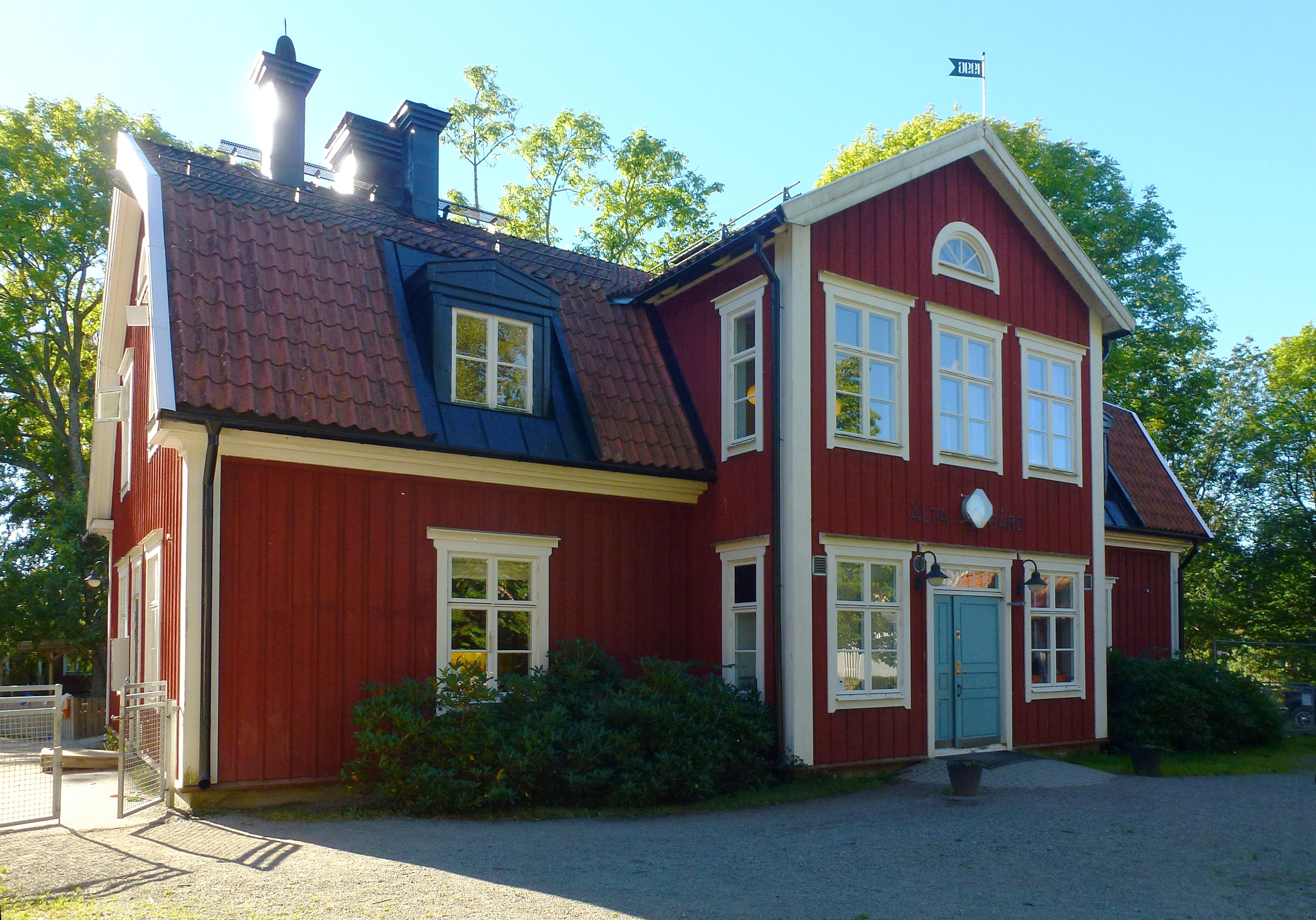
Huvudbyggnaden från 1996.
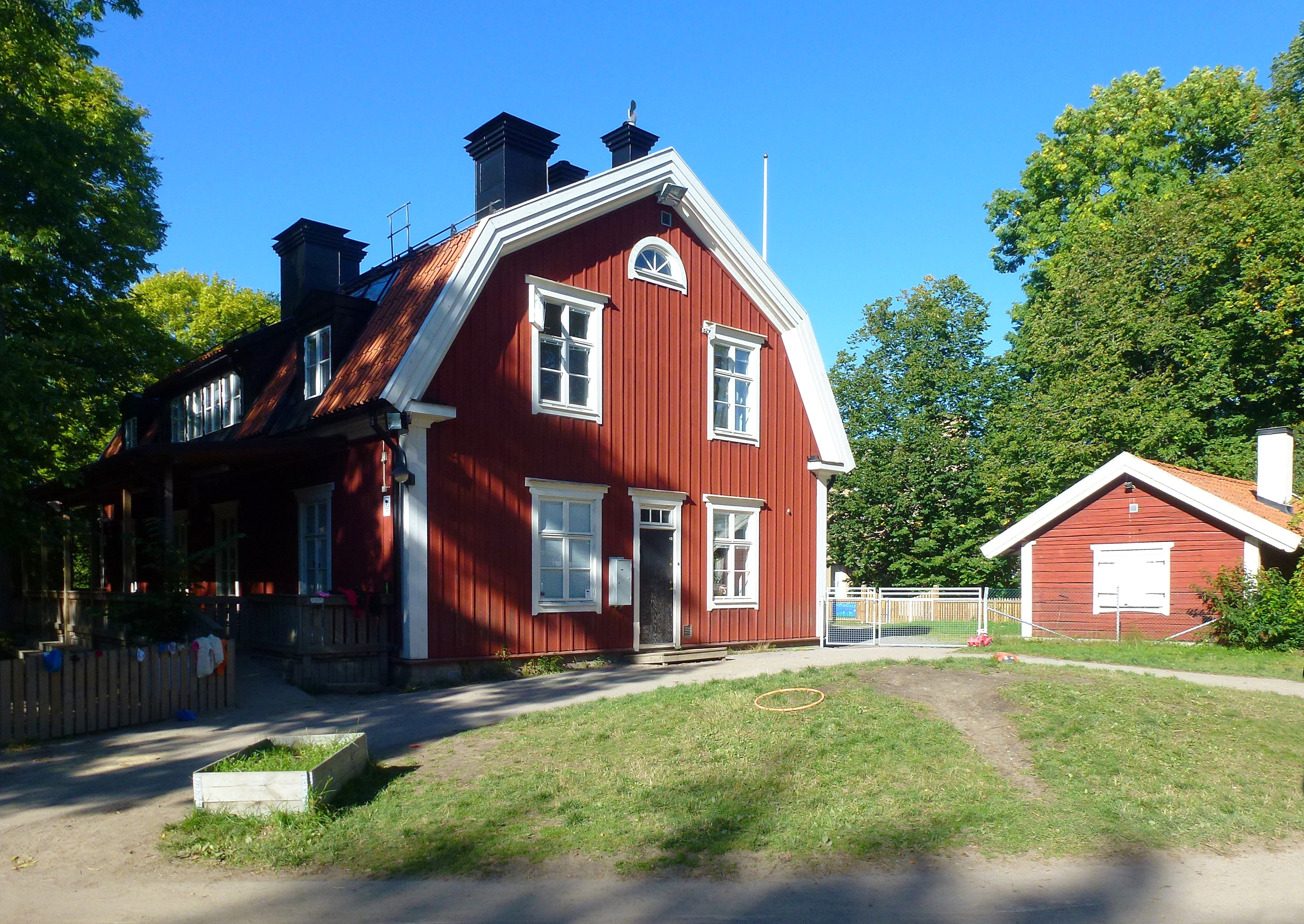
Huvudbyggnaden med Lovisedalstorpet.
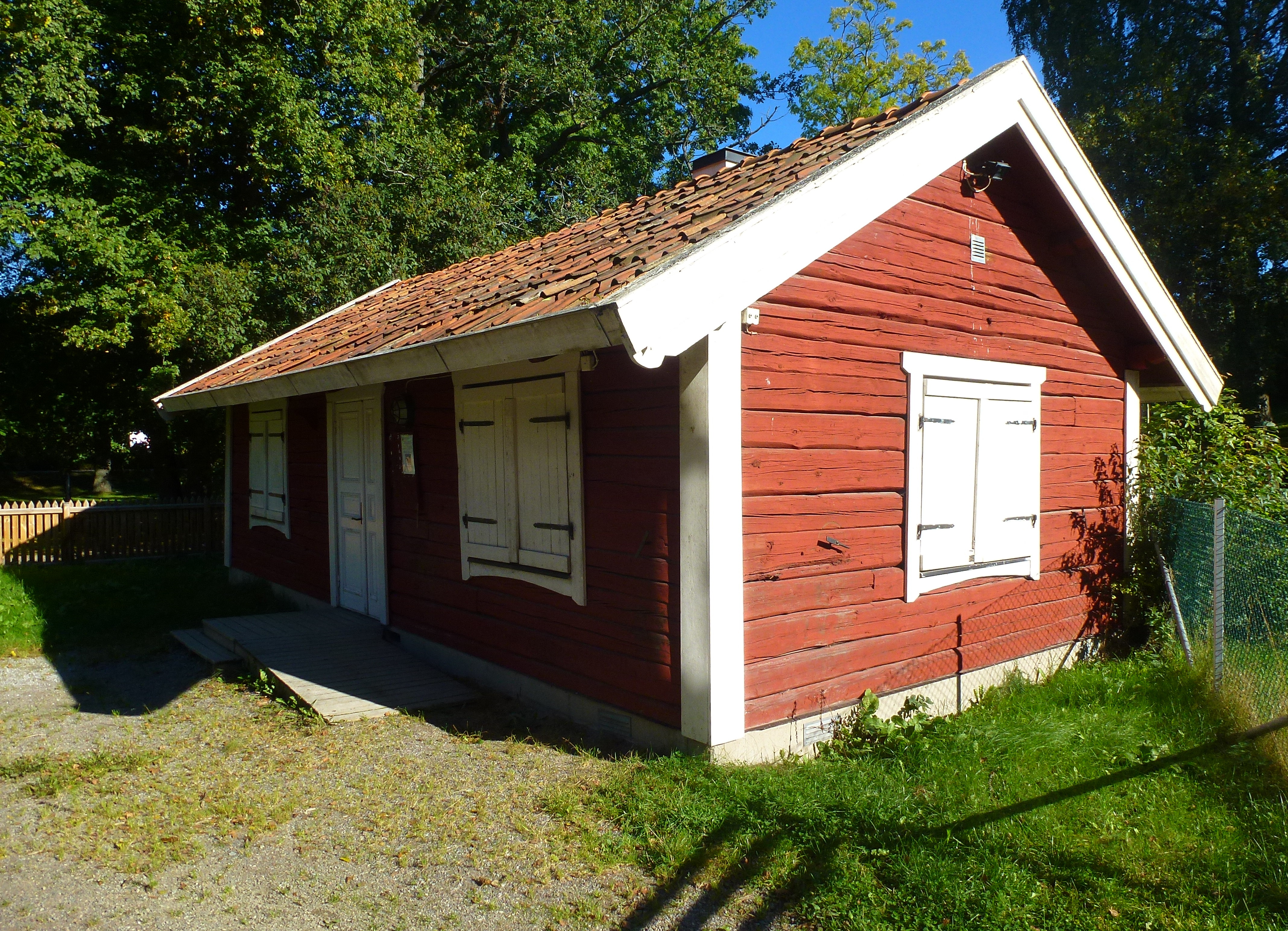
Lovisedalstorpet vid Älta gård.
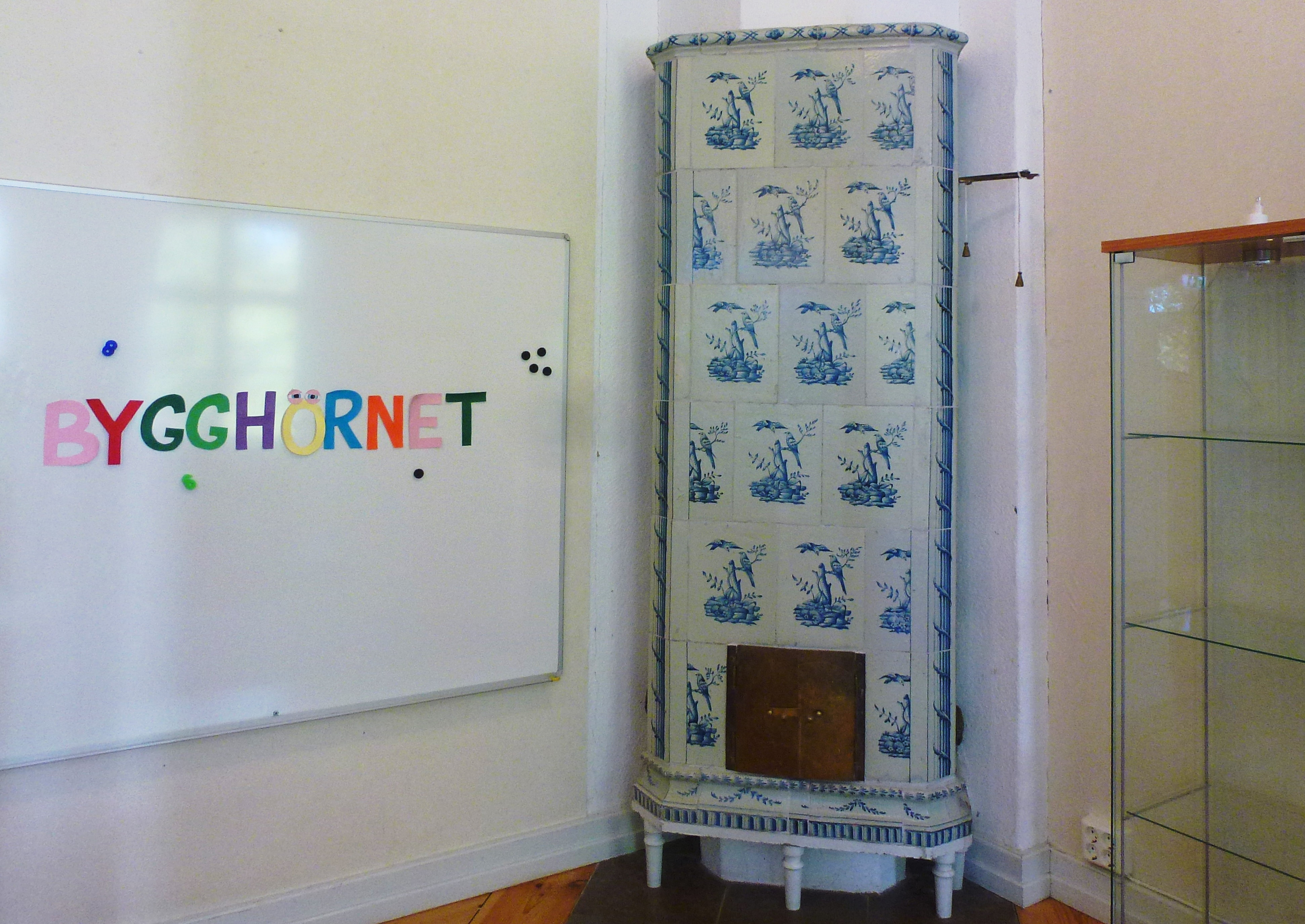
Bevarad kakelugn i huvudbyggnaden.